# 阿曼的菲律賓人
阿曼的菲律賓人，是居住在阿曼的菲律賓人的移民或後裔。截至2011年，有40,000至46,000人住在阿曼。
作為海外菲律賓工人一大目的地，阿曼是菲律賓海外就業管理局中唯一會負責的中東國家。該國至今仍保持著這一頭銜。
他們主要信仰天主教與新教，也有人信仰伊斯蘭教。

## 經濟與就業
阿曼是2006年-2011年僱用或重新僱用的菲律賓家政工人的第十大目的地，但菲律賓人也擔任醫生和護士，或作為銷售助理和美容師。阿曼也是菲律賓匯款一大來源，2011年匯回約6650萬美元，2010年正式匯回5580萬美元。五家菲律賓銀行在阿曼銀行設有代理賬戶，允許匯款轉賬。
在阿曼還有一個菲律賓工人資源中心（FWRC），旨在幫助海外菲律賓工人解決就業問題。由於移民工人保護法，菲律賓工人在阿曼的受虐待行為通常比其他中東國家少，FWRC還經常處理菲律賓工人從阿聯酋等鄰國逃往阿曼尋求援助的案件。

## 文化與社會
2012年，菲律賓駐阿曼大使館在馬斯喀特開設了黎剎文化中心和圖書館，為居住在國外的菲律賓人以及阿曼的其他居民提供文化資源。菲律賓駐阿曼大使Joselito A. Jimeno表示，“圖書館的目的是讓海外菲律賓人的孩子重新接觸我們的歷史，政治和文學。
菲律賓阿曼蘇丹國學校（PSSO），俗稱菲律賓馬斯喀特學校，是馬斯喀特Al-Khuwair區的一所私立國際學校，為海外菲律賓人社區服務。該學校成立於1989年，於1990年開學。它擁有750多名學前班至高中四年級的學生，但在2012-2013學年已開始實施K-12課程。雖然大多數學生都是海外菲律賓人，但其他外國學生也都在學校就讀。該學校獲得菲律賓教育部的認可。高中畢業後，許多學生回到菲律賓，進入菲律賓大學，聖托馬斯大學和菲律賓其他大學的學校，完成高等教育。
菲律賓的假期，如菲律賓獨立日和博尼法西奧日，分別紀念菲律賓獨立宣言和菲律賓民族主義者安德烈·滂尼发秀，也在阿曼慶祝。